# Комиссар (в воинском подразделении)
Комисса́р в формировании войск (сил) — назначенный в подразделение, часть, соединение, объединение специальный представитель политического руководства государства (либо правящей партии), осуществляющий политическое наблюдение за военным командованием и личным составом, а также ведущий в формировании политико-просветительскую и воспитательную работу («политработник»).
Офицерская должность политического наставника во всех формированиях РККА начиная с роты (батареи, сотни, эскадрильи, пограничной заставы). В ВС СССР имело воинское звание как «политический руководитель» («политрук») или заместитель командира по политико-просветительской и воспитательной работе («замполит»), а в армиях и выше, как «Член Военного совета».

## История

### Европа
Считается, что впервые комиссары появились в XVI веке в армиях итальянских республик. Эти армии формировались из наёмников, комиссары в них контролировали лояльность войск и командиров нанимателям. В дальнейшем комиссары вводились неоднократно в различных государствах, как правило, во время революций (переворотов) или гражданских войн, в частности, во французской армии после Великой Французской революции.
В некоторых армиях мира воспитательная функция возложена на институт военных капелланов. Капелланы — это священники, оказывающие помощь командиру части в воспитательной работе посредством участия в жизни военного коллектива и одновременно совершающие богослужение. Нередко им приходится давать консультации по вопросам религии и обычаям населения тех регионов, где дислоцируются войска. Кроме того, в их функции входит организация связей с местными религиозными и благотворительными организациями.

### Россия
В России должность комиссара не всегда имела вышеуказанное значение; например:

Комиссар военного госпиталя — ближайший помощник смотрителя по хозяйственной части.

#### Революция и Гражданская война
После Февральской революции 1917 года комиссары Временного правительства при военачальниках стали появляться в связи с нелояльностью ряда офицеров новой власти. Одним из наиболее известных комиссаров Временного правительства был Борис Савинков.
Окончательно институт комиссаров был закреплён законодательно при создании Красной Армии.
Приказом РВСР от 5 декабря 1918 года устанавливалось, что руководство всей политической работой фронта и тыла, равно как и распределение всех партийных сил, мобилизованных для работы в Красной Армии, принадлежит Всероссийскому бюро военных комиссаров, действующему в самом тесном контакте и по директивам ЦК РКП(б).
18 апреля 1919 года приказом Л. Троцкого был учреждён Политотдел РВСР, к которому перешли все функции расформированного Всероссийского бюро военных комиссаров.
15 мая Политотдел был преобразован в Политуправление РВСР, действовавшее на правах военного отдела ЦК РКП(б). Главой нового органа 31 мая 1919 года был назначен член ЦК РКП(б) И. Т. Смилга.
В 1919 году Н. Бухарин и Е. Преображенский в «Азбуке коммунизма» теоретически обосновывали необходимость и полномочия политических комиссаров:

Коммунистическая ячейка — часть правящей партии, комиссар — уполномоченный всей партии. Отсюда его роль и в части, и в коммунистической ячейке части. Отсюда же его право надзора за командиром. Он смотрит за командным составом, как политический руководитель смотрит за техническим исполнителем.

Комиссары осуществляли надзор за деятельностью командования воинских частей и руководили пропагандистской работой. Помимо базовых, политических функций, комиссары участвовали в административном и хозяйственном управлении. К началу 1920 года в Красной Армии было более трёх тысяч комиссаров. По выражению Троцкого:

В лице наших комиссаров… мы получили новый коммунистический орден самураев, который — без кастовых привилегий — умеет умирать и учит других умирать за дело рабочего класса.

Комиссары в Красной Армии обладали огромными правами и привилегиями: комиссар подразделения мог и обязан был участвовать в разработке, обсуждении и принятии планов боевых действий, а его права в отношении личного состава подразделения не уступали правам командира. С одной стороны, столь обширные полномочия комиссаров были необходимы новому большевистскому руководству страны и армии, поскольку большинство командных должностей в Красной Армии занимали офицеры русской императорской армии (царской армии), поступившие на службу в РККА (так называемые военспецы). Руководству государства требовались гарантии того, что эти командиры не смогут повернуть оружие против Советской власти. С другой стороны, во многих случаях это фактическое двоевластие приводило к негативным последствиям, поскольку комиссары, обычно не имевшие специального военного образования, попросту мешали командирам нормально управлять подразделениями.

#### Межвоенный период
В 1935 году, при восстановлении системы воинских званий, были введены специальные звания для политработников: «младший политрук», «политрук» и «старший политрук», соответствовавшие общим воинским званиям «лейтенант», «старший лейтенант» и «капитан». Старшие политработники имели специальные звания со словом «комиссар»: «батальонный комиссар» (майор), «полковой комиссар» (полковник), «дивизионный комиссар» (комдив) и так далее (в скобках указаны соответствующие общие воинские звания). Эти политработники, несмотря на наличие слова «комиссар» в звании, чаще всего занимали должности помполитов, то есть комиссарами, как таковыми, не являлись.
10 мая 1937 года институт комиссаров был восстановлен в Красной Армии в полном объёме снова, очевидно, для сохранения управляемости армии в период политических чисток. Из рядов вооружённых сил в 1937 году оказались уволенными 1469 политработников, в том числе по политическим мотивам (главным образом «за связь с врагами народа») — 1045 человек, при этом членов военных советов, начальников политуправлений военных округов и их заместителей — 18, военкомов корпусов — 16, военкомов дивизий — 57, военкомов училищ и морских соединений — 33 человека. Такие действия вызвали, в свою очередь, большие перемещения политработников и новые их выдвижения. За 3—4 месяца 1937 года на вышестоящие должности было назначено более 3 000 политработников, причём военкомами и начальниками политотделов корпусов и им равных — 40, военкомами и начальниками политотделов училищ, курсов и морских соединений — 121 человек, а всего за это же время получили перемещение по этой категории 614 политработников. В конце 1937 года некомплект политработников составил 10 341 человек или 27 % общей их потребности, некомплект высшего политсостава достигал 938 человек. Решением ЦК ВКП(б) от 1938 года в армии было оставлено 5000 заместителей политруков из подлежащих увольнению, которых после окончания шестимесячных курсов зачислили в кадры Вооружённых Сил.
В 1938 году решением ЦК ВКП(б), Приказом НКО № 19 от 25.01.38 были введены должности заместителей и помощников политруков подразделений (уровень взвода), сыгравших немалую роль в воспитании личного состава. Помполитруки должны были носить четыре треугольника, как и старшина, но иметь на рукавах комиссарские звёзды. На должность замполитрука назначались военнослужащие, имеющие неполное или полное среднее образование, вне зависимости от срока службы, состоящие членами или кандидатами в члены ВЛКСМ и ВКП(б). Красноармейцы, занимающие должность политбойцов, в основном большинстве были беспартийными. Однако повсеместно распространить эту практику не смогли. Прежде всего по причине того, что среди младшего командного состава почти не было членов ВКП(б) или комсомольцев, и комплектовать эти должности оказалось некем.
На этот раз должность комиссара просуществовала до 1940 года, после чего снова была заменена должностью помполита. В 1939 — начале 1940 года по решению ЦК ВКП(б) на политработу призвали несколько тысяч членов партии. Большинство из них прежде находились на ответственной партийной, советской и хозяйственной работе. Для них организовали специальные краткосрочные курсы по обучению военному делу. В начале 1941 года на политработу было направлено местными партийными организациями 1500 коммунистов, а 17 июня ЦК решил с этой целью мобилизовать ещё 3700 коммунистов. К началу 1941 года политработников готовили 4 высших военно-политических учебных заведения, 9 армейских и 17 окружных военно-политических училищ, 16 окружных курсов младших политруков и 15 окружных партийных курсов. Всего же накануне войны политработников готовили свыше 60 военно-политических училищ и курсов. В 1939 году было открыто первое военно-политическое училище, специализированное для нужд Военно-Морского Флота. За 2 года (1939—1940) было подготовлено 1065 офицеров.
Таким образом, в начале 1941 года по сравнению с предыдущим число политработников, обучавшихся в училищах, школах и на курсах, увеличилось на 30—35 %. Кроме того, на учебных сборах и курсах проходили подготовку 11 тыс. политработников запаса. В первой половине 1941 года курсы младших политруков, военно-политические училища и военно-политическая академия выпустили 10 800 партийно-политических работников. Всего за три предвоенных года было подготовлено 14 000 лиц среднего политсостава.
В это время РККА приняла участие в конфликтах у озера Хасан (29 июля — 11 августа 1938 г.) и на реке Халхин-Гол (11 мая — 31 августа 1939 г.), совершила поход в Западную Украину и Белоруссию (17—28 сентября 1939 г.), воевала против Финляндии (30 ноября 1939 г. — 12 марта 1940 г.), вошла в прибалтийские республики (15—21 июня 1940 г.) и Бессарабию (28—30 июня 1940 г.) Вместе с тем образовательный уровень политработников оставался довольно низким. Нарком Тимошенко в заключительной речи на совещании высшего командно-начальствующего состава в декабре 1940 г. говорил: «Общая и военно-политическая подготовка многих руководящих политработников неудовлетворительная. Большая часть политсостава армии (73 проц.) не имеет военной подготовки …Большая часть (77 проц.) политсостава запаса не имеет военного образования». Институт военных комиссаров был отменён по настоятельной просьбе вступившего в должность Народного Комиссара обороны Маршала Советского Союза С. К. Тимошенко. На том же совещании с высшим командно-начальствующим составом РККА нарком Тимошенко говорил: «В партийно-политической работе ещё много формализма и канцелярщины. Вместо живой, конкретной работы, в массах многие политработники занимаются чрезмерным администрированием, чрезмерным увлечением бумажным руководством, а часть политработников, не понимая существа проводимых мероприятий в Красной Армии, встала на позицию нейтральных наблюдателей и очень несмело, робко включается в дело политического воспитания бойцов и командиров. Некоторые из них Постановление об укреплении единоначалия расценили как ограничение функций и умаление своей роли. Были и такие факты, когда отдельные политработники в связи с проведением единоначалия встали даже на путь противодействия этим мероприятиям».

#### Великая Отечественная война
Институт военных комиссаров вновь был введён (а точнее — восстановлен) указом Президиума ВС СССР от 16 июля 1941 года на основании решения Политбюро ЦК ВКП(б). 9 июля было принято Постановление ГКО «О членах Военных советов армий». Ещё раньше, 27 июня, Политбюро ЦК ВКП(б) приняло постановление «Об отборе коммунистов для усиления партийно-политического влияния в полках». Согласно этому постановлению, обкомы партии обязаны были отобрать и послать в действующую армию в качестве политбойцов более 18 тыс. коммунистов и лучших комсомольцев. Через три дня Политбюро обязало обкомы 26 областей отобрать в трёхдневный срок ещё 23 тыс. коммунистов и комсомольцев и передать их в распоряжение Наркомата обороны. За первые 6 месяцев войны в действующую армию было направлено 100 тыс. политбойцов. Основная их задача состояла в «мобилизации личного состава армии и флота на решительную и самоотверженную борьбу против немецко-фашистских захватчиков».
9 октября 1942 года Указом Президиума Верховного Совета СССР «Об установлении полного единоначалия и упразднении института военных комиссаров в Красной Армии» институт комиссаров был заменён институтом заместителей командиров по политический части (замполитов). Вместе с тем должности членов Военных советов фронтов и армий сохранились. 120 тысяч политработников переводились на командные должности, три тысячи были направлены в только что созданное Главное управление контрразведки «СМЕРШ» при Наркомате обороны СССР.
Отменить институт военных комиссаров Сталина отчасти вынудил огромный дефицит командирских кадров, создавшийся после поражений и неудач начального периода войны. Например, только в окружении под Киевом летом 1941 года РККА потеряла около 60 тыс. человек командного состава. По некоторым источникам институт военных комиссаров был упразднён также и по настоянию многих военачальников. Так, например, осенью 1942 года Конев в разговоре со Сталиным поставил вопрос о ликвидации института военных комиссаров в Красной Армии, мотивируя тем, что этот институт сейчас не нужен. Главное, что сейчас нужно в армии, доказывал он, это единоначалие. Конев говорил: «Зачем мне нужен комиссар, когда я и сам им был! Мне нужен помощник, заместитель по политической работе в войсках, чтобы я был спокоен за этот участок работы, а с остальным я и так справлюсь. Командный состав доказал свою преданность Родине и не нуждается в дополнительном контроле, а в институте военных комиссаров есть элемент недоверия нашим командным кадрам». По воспоминаниям современников маршал Жуков «…действительно хотел убрать из армии политработников. По его мнению, они лишь разлагают Вооружённые Силы. Жуков в узком кругу называл их шпиками и не раз говорил…: „Сколько же можно их терпеть? Или мы не доверяем офицерам?“».
По свидетельству Главного маршала авиации Голованова слова Конева произвели впечатление на Сталина, и он стал выяснять мнения по этому вопросу. Большинство военачальников поддержало Конева, и решением Политбюро институт комиссаров в армии упразднили.
Замполиты не имели комиссарских полномочий, их функции ограничивались политической работой среди личного состава. Организационно замполит не занимал особого положения, считаясь одним из заместителей командира и в полной мере ему подчиняясь. В большинстве своём после замены должностей комиссары частей и соединений автоматически стали замполитами. Тем из них, кто имел воинские звания политсостава, были присвоены общевойсковые воинские звания (как правило, по занимаемой на момент переаттестации должности, обычно на ступень ниже штатного звания соответствующего командира). Некоторое время замполитов продолжали неофициально называть «комиссарами», но со временем это обыкновение отмерло.
Проверки в войсках показали, что без достаточных военных знаний политработник не мог помочь командиру в организации боя и тем более заменить его в случае необходимости. Зимой 1943 года по этому поводу было проведено заседание Совета военно-политической пропаганды с повесткой дня: «О повышении военных знаний и изучении опыта Отечественной войны политическим составом Красной Армии». При курсах «Выстрел» была организована подготовка членов Военных советов и начальников политотделов армий. Этой же проблеме было посвящено Всеармейское совещание начальников отделов кадров политуправлений фронтов, округов и отдельных армий. Только 30 % из 122 тысяч комиссаров сразу же были назначены на командные должности. Остальные были посланы на различные курсы.
29 марта 1943 года вышел приказ НКО «Об установлении обязательного минимума военных знаний для политических работников Красной Армии». Всего за время войны на командную работу было «передано» около 150 тысяч политработников.
31 мая 1943 г. в связи с упразднением института заместителей по политчасти командиров рот, батарей, эскадронов, эскадрилий ГлавПУ специально для ВМФ издало директиву № 23с, которой упразднялись должности заместителей командиров по политической части подводных лодок, тральщиков, канонерских лодок, башен 1-го дивизиона БЧ-II линкора, дивизионов БЧ-V линкора, БЧ-I крейсера, дивизионов БЧ-V крейсера, эскадрилий, зенитных батарей, 45- и 76-мм батарей, рот, команд и отдельных взводов. Сокращены должности заместителей начальников по политической части: штабов флотов, флотилий, разведотделов, отделов связи, гидрографических отделов, технических отделов, минно-торпедных отделов, отделов плавсредств и гаваней, тылов баз, укреплённых районов и секторов, санитарных отделов (где нет политотделов), артиллерийских отделов, инженерных отделов (где нет политотделов), аварийно-спасательных отделов, квартирно-эксплуатационных отделов, топливных отделов, управлений береговой обороны. Дополнительно были введены должности пропагандист штаба флота, флотилии; отделов — связи, разведывательного, гидрографического, технического, плавсредств и гаваней, аварийно-спасательного, минно-торпедного, артиллерийского и инженерного, старший инструктор по партработе политотдела соединения, там, где нет оргпартчасти политотдела, редактор многотиражной газеты соединения, пропагандист авиационного полка, стрелкового полка, зенитного дивизиона.
Во втором полугодии 1944 г. при ряде военно-учебных заведений были созданы курсы старшего и среднего политсостава. Военно-политические училища перешли на восьмимесячный срок обучения, открылась трёхгодичная заочная Высшая военно-политическая школа ГлавПУ РККА, имевшая пункты сбора в 13 городах страны. С целью совершенствования руководства партийными организациями действующей армии и усиления политической работы в органах управления 7 июня 1944 г. Центральный Комитет ВКП(б) принял Постановление о создании политических отделов полевых управлений фронтов. Тогда же были учреждены политические отделы управлений восьми военных округов. На 1 июня в действующей армии было 43 516 первичных партийных организаций, насчитывавших 1 717 686 членов и кандидатов в члены ВКП(б). Из них: рабочих — 35 процентов, крестьян — 20 и служащих — 45 процентов. На волне вызванной чередой побед существенно возрос приток в ряды партии. Так, в июне 1944-го в члены и кандидаты в члены партии в действующей армии было принято 122 752 человека, в июле — 139 781, в августе — 139 982 человека. Всего за июнь — декабрь 1944 г. ряды членов и кандидатов в члены партии пополнили 728 274 человека. За три года Великой Отечественной войны удельный вес коммунистов в Вооружённых Силах увеличился вдвое и к концу 1944 г. составил 23 процента в армии и 31,5 процента на флоте. В конце 1944 г. в Вооружённых Силах насчитывалось 3 030 758 коммунистов, что составляло 52,6 процента всей численности партии. В течение года значительно расширилась сеть первичных партийных организаций: если на 1 января 1944 г. в армии и на флоте их насчитывалось 67 089, то на 1 января 1945 г. — уже 78 640.

#### Оценка деятельности
Роль политработников во время Великой Отечественной войны оценивается по-разному. В одних публикациях их показывают как исключительно деструктивную силу, упирая на их политически-надзорные функции и утверждая, что они лишь мешали командирам руководить подразделениями. В начале войны Указом Президиума Верховного Совета СССР управления (отделы) политической пропаганды во фронтах и армиях преобразовывались в политические управления (отделы). Без подписи комиссара ни один приказ не имел законной силы. Это подрывало единоначалие в армии и возрождало губительное для военного времени двоевластие. В источниках других говорится о большой роли комиссаров в сплочении военнослужащих и организации подразделений. Военные комиссары руководили политорганами, а также партийными и комсомольскими организациями войсковых частей. Они «твёрдой рукой насаждали революционный порядок и воинскую дисциплину в войсках…». В самом начале войны выбираемые ранее секретари партийных организаций были заменены парторгами, назначаемыми политорганами. Военные комиссары были подотчётны лишь вышестоящим военным комиссарам и Главному Политическому Управлению РККА. В свою очередь, с 17 июля 1941 года согласно постановлению ГКО уполномоченные особых отделов в полку и дивизии одновременно подчинялись Наркомату Внутренних дел и комиссару полка и дивизии соответственно. Члены Военных советов армий и фронтов, кроме того, контролировали работу военной прокуратуры и трибунала. Комиссары также направляли и курировали деятельность заградительных отрядов.
Объективно, во время этой войны большая часть политработников имела специальное, в том числе военное, образование. Некоторые, как, например, батальонный комиссар Ленинградского фронта И. И. Погорелов, получив по 2 и более высших образования, в довоенное время руководили средними школами или даже целыми ГорОНО (Городскими отделами народного образования) Наркомата Просвещения СССР с присвоением почётного звания Заслуженный учитель школы РСФСР, в то время как большинство красноармейцев и командиров РККА неполитического состава не имели за спиной даже полного среднего образования. Нередко в бою политработники показывали пример бойцам, брали на себя командование в случае гибели командиров. Потери политработников были ничуть не меньше, чем прочих категорий офицеров, что полностью опровергает иногда высказываемое мнение, что «комиссары сидели по землянкам, пока остальные ходили в бой». К примеру, в 1943 году потери убитыми и ранеными из числа политработников только фронтов, армий и соединений составили около 2 тысяч человек. Среди 11 603 Героев Советского Союза, удостоенных этого звания в годы Великой Отечественной войны, было 211 политработников. По другим источникам среди политработников, удостоенных звания Героя СССР в годы Великой Отечественной войны, членов Военных советов фронтов, флотов, армий, начальников политотделов армий было 7 человек, а всех политработников, получивших звание Героя СССР, начиная от начальника политотдела дивизии (заместителя командира дивизии по политической части) и заканчивая заместителями политруков рот — всего 342, в том числе сержантов и рядовых, исполнявших эти должности — 41 человек.

#### Немецкая пропаганда
Немецкая пропаганда использовала предубеждённое отношение к политработникам Красной армии в своих целях. Так, листовки с призывом к сдаче в плен опирались на ключевые слова «жиды» и «комиссары» (на илл.):

Предъявитель сего, не желая бессмысленного кровопролития за интересы жидов и комиссаров, оставляет побеждённую Красную Армию и переходит на сторону Германских Вооружённых Сил.

Приказ о комиссарах, действовавший с июня 1941 по июнь 1942 г., предусматривал немедленный расстрел взятых в плен политработников. Однако со второй половины 1942 г. немцы привлекли к сотрудничеству некоторых бывших политработников, среди которых наиболее известными были М. Зыков, а также полковые комиссары Шатов и Спиридонов.

#### Послевоенный период
Постановлением ЦК КПСС от 21 января 1967 г. «О мерах по улучшению партийно-политической работы в Советской Армии и Военно-Морском флоте» вводится институт заместителей командиров рот, батарей, эскадрилий по политической части, что предусматривает создание сети высших военно-политических училищ по подготовке политработников с учётом специфики видов Вооружённых Сил СССР. В марте — июне 1967 года было образовано 8 военно-политических училищ, а к концу 90-х годов в Советском Союзе было уже 11 высших военно-политических училищ, а также одно высшее политическое училище МВД СССР, и одно высшее пограничное военно-политическое училище КГБ СССР. Кроме того, до 1967 г. успешно функционировало высшее военно-политическое училище во Львове, обеспечивающее кадрами армейские культурно-просветительные учреждения и военную журналистику. По окончании училища (срок обучения 4 года) выпускникам присваивалось воинское звание лейтенанта, квалификация офицера с высшим военно-политическим образованием и вручался диплом общесоюзного образца. Согласно гражданской специализации присваивалась квалификация по специальности «Учитель истории СССР и обществоведения». В военно-политические училища принимались военнослужащие срочной и сверхсрочной службы, выпускники суворовских и нахимовских училищ, прапорщики и мичманы, а также гражданская молодёжь из числа членов и кандидатов в члены КПСС и комсомольцев, рекомендуемых политорганом или районным (городским) комитетом ВЛКСМ проявивших желание и годных по состоянию здоровья для службы в ВС СССР. Функцию научного и методического центра по отношению к военно-политическим училищам выполняла Военно-политическая Академия им. В. И. Ленина. Главное политическое управление Советской Армии и Военно-морского флота определяло содержание учебно-воспитательного процесса и одновременно контролировало его качество. В рамках концепции непрерывного образования значительная часть выпускников военно-политических училищ со временем становилась слушателями различных факультетов ВПА, проявившие склонность к научной деятельности выпускники академии имели возможность поступить в адъюнктуру, а затем и в докторантуру; все выпускники политических училищ и академии не реже одного раза в пять лет должны были повышать квалификацию на различного рода курсах. Значительную часть командного и профессорско-преподавательского состава военно-политических училищ составили выпускники военно-педагогического факультета и адъюнктуры ВПА им. В. И. Ленина. Повышение квалификации преподавателей гуманитарных и социально-экономических дисциплин осуществлялось на Высших академических курсах (ВАК). К середине 1968 года укомплектованность кадрами политсостава в ВС СССР составила 94,5 %. Высшее образование имело 40 % политработников, 75 % были в возрасте до 40 лет.
29 августа 1991 года президентом СССР М. С. Горбачёв подписал Указ «Об упразднении военно-политических органов в ВС СССР, войсках КГБ, внутренних войсках МВД и железнодорожных войсках». В соответствии с ним была создана специальная комиссия, которую возглавил генерал-полковник Д. А. Волкогонов.
В составе комиссии было несколько подкомиссий:
- по разработке новых организационно-штатных структур (Воробьёв Э. А., Ковалевский В. Ф., Стефановский Г. А.);
- по перепрофилированию вузов, переаттестованию профессорско-преподавательского состава (Чалдымов Н. А., Артамонов Н. В.);
- по аттестации военно-политических работников и их кадровому устройству (Комаров О. А., Юшенков С. Н., Солод Ю. В.);
- по работе с письмами, заявлениями и предложениями (Алексеев А. А.);
- по связям с общественностью и средствами массовой информации; реорганизация средств массовой информации (Ненашев М. П.).

В сентябре 1991 года в ВС СССР должность «замполит» была переименована в «помощник командира по воспитательной работе», а с 1992 года в военных учебных заведениях России прекратилась целенаправленная подготовка офицеров-политработников. Предполагалось назначать на должности заместителей по воспитательной работе в вооружённых силах офицеров с командным или командно-инженерным военным образованием. Но из-за выраженного некомплекта офицерского состава такой возможности не представилось. В результате, по состоянию на 2005 год, свыше 90 % этих должностей в вооружённых силах занимали офицеры, подготовленные на военных кафедрах гражданских ВУЗов и призванные на два года. Недостаточная квалификация и большая текучесть таких кадров, как считается, в значительной мере ответственна за плачевное состояние воспитательной работы, низкую дисциплину и частые проявления неуставных взаимоотношений (дедовщина в вооружённых силах).

#### Российская Федерация
В 2002 году в военных вузах возобновлена подготовка офицеров-воспитателей по следующим военно-учётным специальностям: 360200 — «морально-психологическое обеспечение войск (сил)», 360202 — «информационно-воспитательная работа», 360203 — «военно-социальная работа», с присвоением квалификации «педагог-психолог». Срок обучения по этим специальностям — пять лет, первые выпускники пришли в войска в 2007 году.
30 мая 2007 года статс-секретарём-заместителем Министра обороны Российской Федерации генералом армии Н. А. Панковым подписан приказ № 25 «Об установлении в Вооружённых Силах Российской Федерации Дня специалиста органов воспитательной работы». Этот профессиональный праздник отмечается 11 сентября, в день утверждения в 1766 году Устава Кадетского сухопутного корпуса, которым впервые введены должности офицеров-воспитателей.
В 2008 году была начата масштабная реформа ВС России, предусматривающая, в числе прочего, сокращение офицеров-воспитателей (подробнее здесь). В соответствии с программой реформирования уже в 2010 году численность военнослужащих органов воспитательной работы должна была составить 4916 человек, количество гражданского персонала воспитательных структур — 5147 человек.

### Китайская Народная Республика
Должность комиссара (政治委员чжэнчжи вэйюань, сокр. 政委чжэнвэй) существует в Народно-освободительной армии Китая (НОАК). Как правило комиссар является военнослужащим, хотя на эту должность могут назначаться и гражданские лица, имеющие некоторый военный опыт. Комиссар был председателем партийной ячейки в армейском подразделении, однако с 1980-х годов было ограничено членство в партии для рядового и сержантского состава. В настоящее время комиссар в основном отвечает за связи с общественностью и за психологическое состояние военнослужащих. Чаще всего комиссар является первым заместителем командира. Утверждается, что военнослужащие НОАК проводят от 20 до 30 процентов своего времени за изучением коммунистической идеологии.

## Звания и знаки различия в СССР

### Специальные воинские звания в1935—1942годах
В скобках указано соответствие званию командного состава Красной армии/ВМФ СССР на момент введения генеральских и адмиральских званий 7 мая 1940 года:
- Замполитрука (помполитрука)[21] — должности младшего военно-политического состава Красной армии и ВМФ СССР (не следует путать с воинскими званиями!), имевшие персональные должностные знаки различия (примерно соответствовали старшинским/мичманским[22] должностям младшего командного состава);
- Младший политрук (лейтенант) — с 20 августа 1937 года[23];
- Политрук (старший лейтенант);
- Старший политрук (капитан/капитан-лейтенант);
- Батальонный комиссар (майор/капитан 3-го ранга);
- Старший батальонный комиссар (подполковник) — с 30 июля 1940 года[24];
- Полковой комиссар (полковник/капитан 2-го ранга);
- Бригадный комиссар (комбриг/капитан 1-го ранга);
- Дивизионный комиссар (комдив/флагман 2-го ранга) — после 7 мая 1940 года примерно соответствовал званиям генерал-майор/контр-адмирал[25];
- Корпусной комиссар (комкор/флагман 1-го ранга) — после 7 мая 1940 года примерно соответствовал званиям генерал-лейтенант/вице-адмирал[25];
- Армейский комиссар 2-го ранга (командарм 2-го ранга/флагман флота 2-го ранга) — после 7 мая 1940 года примерно соответствовал званиям генерал-полковник/адмирал[25];
- Армейский комиссар 1-го ранга (командарм 1-го ранга/флагман флота 1-го ранга) — после 7 мая 1940 года примерно соответствовал званиям генерал армии/адмирал флота.[25]

17 марта 1940 года Народным комиссаром обороны СССР К. Е. Ворошиловым были поданы для утверждения в Политбюро ЦК ВКП(б) варианты ещё одного воинского звания — Генеральный армейский комиссар либо Армейский комиссар-генерал, которое он планировал ввести как высшее звание для военно-политического состава Красной армии и ВМФ СССР, но оно так и не было введено.

### Знаки различия в 1937—1942 годах
В дополнение к соответствующим званию общевойсковым знакам различия (без эмблемы рода войск) политработники носили, до 1941 года, на рукавах алые звёзды с серпом и молотом.
Мнение о том, что политработники во время Великой Отечественной войны не должны были носить эмблемы рода войск, несостоятельно:
Командный и политический состав на петлицах носят эмблемы своего рода войск.— из приказа НКО № 226 от 26 июля 1940 года

## Образовательные учреждения в СССР

### Военно-политические академии
- Военно-политическая академия имени В. И. Ленина

### Высшие военно-политические училища
- Высшее пограничное военно-политическое ордена Октябрьской Революции Краснознамённое училище КГБ СССР (Голицыно, Московская область)
- Донецкое высшее военно-политическое училище инженерных войск и войск связи имени генерала армии А. А. Епишева
- Киевское высшее военно-морское политическое училище
- Курганское высшее военно-политическое авиационное училище
- Высшее политическое училище МВД СССР имени 60-летия ВЛКСМ (Ленинград)
- Ленинградское высшее военно-политическое училище противовоздушной обороны имени Ю. В. Андропова
- Львовское высшее военно-политическое ордена Красной Звезды училище
- Минское высшее военно-политическое общевойсковое училище
- Новосибирское высшее военно-политическое общевойсковое училище имени 60-летия Великого Октября
- Рижское высшее военно-политическое Краснознамённое училище имени Маршала Советского Союза С. С. Бирюзова
- факультет Вильнюсского высшего командного училища радиоэлектроники противовоздушной обороны
- Свердловское высшее военно-политическое танко-артиллерийское училище, с 1982-го по 1988-й год — имени Л. И Брежнева
- Симферопольское высшее военно-политическое строительное училище
- Таллинское высшее военно-политическое строительное училище
- военно-политический факультет Ростовского высшего командно-инженерного училища имени главного маршала артиллерии М. И. Неделина

### Комментарии
1. ↑  Существовал также «Приказ наркома обороны СССР № 307 «Об установлении полного единоначалия и упразднении института военных комиссаров в Красной Армии». 9 октября 1942 г.»